# Matzmannsdorf
Matzmannsdorf ist ein Gemeindeteil der Gemeinde Langfurth im Landkreis Ansbach (Mittelfranken, Bayern). Matzmannsdorf liegt in der Gemarkung Langfurth.

## Geografie
Das Dorf liegt am Grundgraben, der mit dem Kesselbach zum Langfurther Mühlgraben zusammenfließt, einem linken Zufluss der Sulzach. Im Osten grenzen die Waldgebiete Große und Kleine Röt an. Dort erhebt sich auch der Schlierberg (531 m ü. NHN). Im Süden liegt das Flurgebiet Röt, 0,5 km westlich liegt das Waldgebiet Saulach. Die Staatsstraße 2220 führt nach Burk (1,7 km nordöstlich) bzw. nach Dinkelsbühl zur Bundesstraße 25 (12 km südwestlich). Eine Gemeindeverbindungsstraße führt an der Sägmühle vorbei nach Langfurth (2,2 km südlich).

## Geschichte
Matzmannsdorf lag teils im Fraischbezirk des ansbachischen Oberamtes Feuchtwangen, teils im Fraischbezirk des ansbachischen Oberamtes Wassertrüdingen. 1732 bestand der Ort aus 13 Anwesen (Feuchtwangen: 2 Häuslein, Wassertrüdingen: 1 Hof, 4 Halbhöfe, 2 Güter, 1 Gütlein, 2 Sölden, 1 Fischhaus). Die Dorf- und Gemeindeherrschaft und die Grundherrschaft über alle Anwesen hatte das Verwalteramt Forndorf. An diesen Verhältnissen hatte sich bis zum Ende des Alten Reiches nichts geändert. Von 1797 bis 1808 unterstand der Ort dem Justiz- und Kammeramt Wassertrüdingen.
Im Rahmen des Gemeindeedikts wurde Matzmannsdorf dem 1809 gebildeten Steuerdistrikt und der Ruralgemeinde Oberkemmathen (am 11. November 1968 nach Langfurth umbenannt) zugeordnet.

### Baudenkmal
- Gedenkstätte für 300- bzw. 400-Jahr-Feier der Augsburger Confession, sog. Augustanasteine, halbrunde Anlage von fünf Pfeilern von 1930 und einen Sandsteinpfeiler von 1830.[11]

### Einwohnerentwicklung
| Jahr      | 001818 | 001840 | 001861 | 001871 | 001885 | 001900 | 001925 | 001950 | 001961 | 001970 | 001987 | 002007 | 002012 | 002016 |
| Einwohner | 84     | 88     | 104    | 115    | 98     | 94     | 88     | 135    | 117    | 128    | 122    | *136   | *130   | *112   |
| Häuser    | 13     | 16     |        |        | 23     | 23     | 21     | 22     | 22     |        | 30     |        |        |        |
| Quelle    | [ 13 ] | [ 14 ] | [ 15 ] | [ 16 ] | [ 17 ] | [ 18 ] | [ 19 ] | [ 20 ] | [ 21 ] | [ 22 ] | [ 23 ] | [ 24 ] | [ 24 ] | [ 24 ] |

## Religion
Der Ort ist seit der Reformation evangelisch-lutherisch geprägt und bis heute nach Burk gepfarrt. Die Einwohner römisch-katholischer Konfession sind nach Herz Jesu (Bechhofen) gepfarrt.

## Firmen
- Clemens Schmidt – IT/MGT Beratung
- Mechanische Werkstätte – Markus Schörrlein
- KFZ und Reifen Service
- K&H Veranstaltungstechnik
- RS Abfluss-Doktor GmbH

## Vereine
- Freiwillige Feuerwehr Matzmannsdorf
- Eigentumsschutzgemeinschaft ESG Brunnen Haslach/Matzmannsdorf e. V.
- Motorradfreunde Burk/Matzmannsdorf e. V.